# Халтурино (Параньгинський район)
Халту́рино (рос. Халтурино, марій. Халтурин почиҥга) — присілок у складі Параньгинського району Марій Ел, Росія. Входить до складу Русько-Ляжмаринського сільського поселення.

## Населення
Населення — 9 осіб (2010; 6 у 2002).
Національний склад (станом на 2002 рік):
- татари — 83 %